# Корабль (фильм)
«Корабль» (итал. La Nave) — итальянский немой исторический драматический фильм 1921 года, снятый Габриеллино Д’Аннунцио и Марио Ронкорони, с Идой Рубинштейн, Альфредо Бокколини и Чиро Гальвани в главных ролях. Это экранизация одноимённой пьесы Габриэле Д’Аннунцио, отца режиссёра фильма.

## Сюжет
Базилиола, дочь Орсо Фаледро, вернулась в город, чтобы отомстить за своего отца и братьев. Причиной разорения её родственников являются Гратичи, соперничающая семья. Поэтому она притворяется, что влюбляется в обоих братьев Гратичи, Марко и Серхио, заставляя их сражаться насмерть из-за любви к ней. Марио побеждает, но в конце концов понимает, что они с братом попали в соблазнительную ловушку Базилиола. Марио — трибун, и он использует свою власть, чтобы приговорить женщину к такому же наказанию, что и её отца Орсо Фаледро: ослепление; но Базилиола предпочитает смерть в огне. Тем временем варвары подходят к дверям города; люди уезжают, чтобы основать другой город: Венецию.

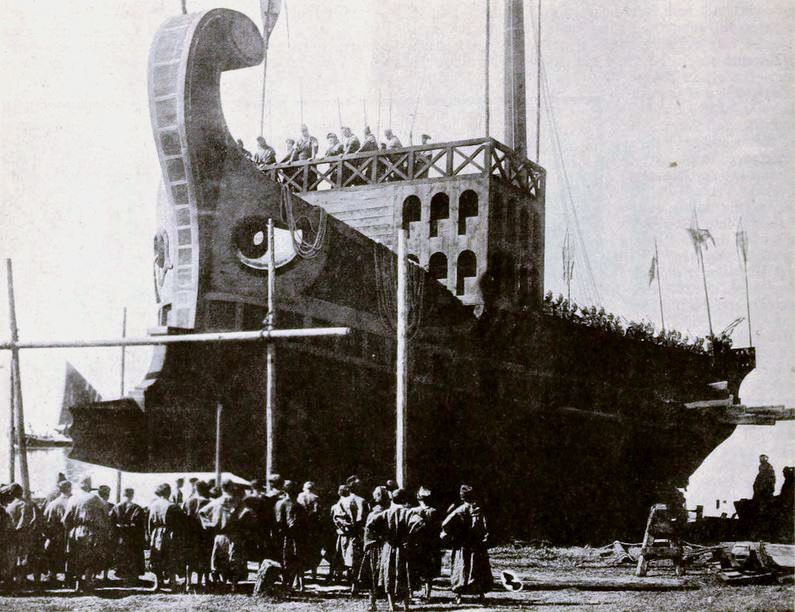

## В ролях
- Ида Рубинштейн — Базилиола
- Альфредо Бокколини — Марко Гратико
- Чиро Гальвани — Серджио Гратико
- Мэри Клео Тарларини — диаконисса Эма
- Марио Мариани — Иль Монако Траба